# 德國牌
德國牌（德語：Deutsches Blatt），或翻德國撲克，是數種牌數不同的德意志傳統遊戲牌牌具。

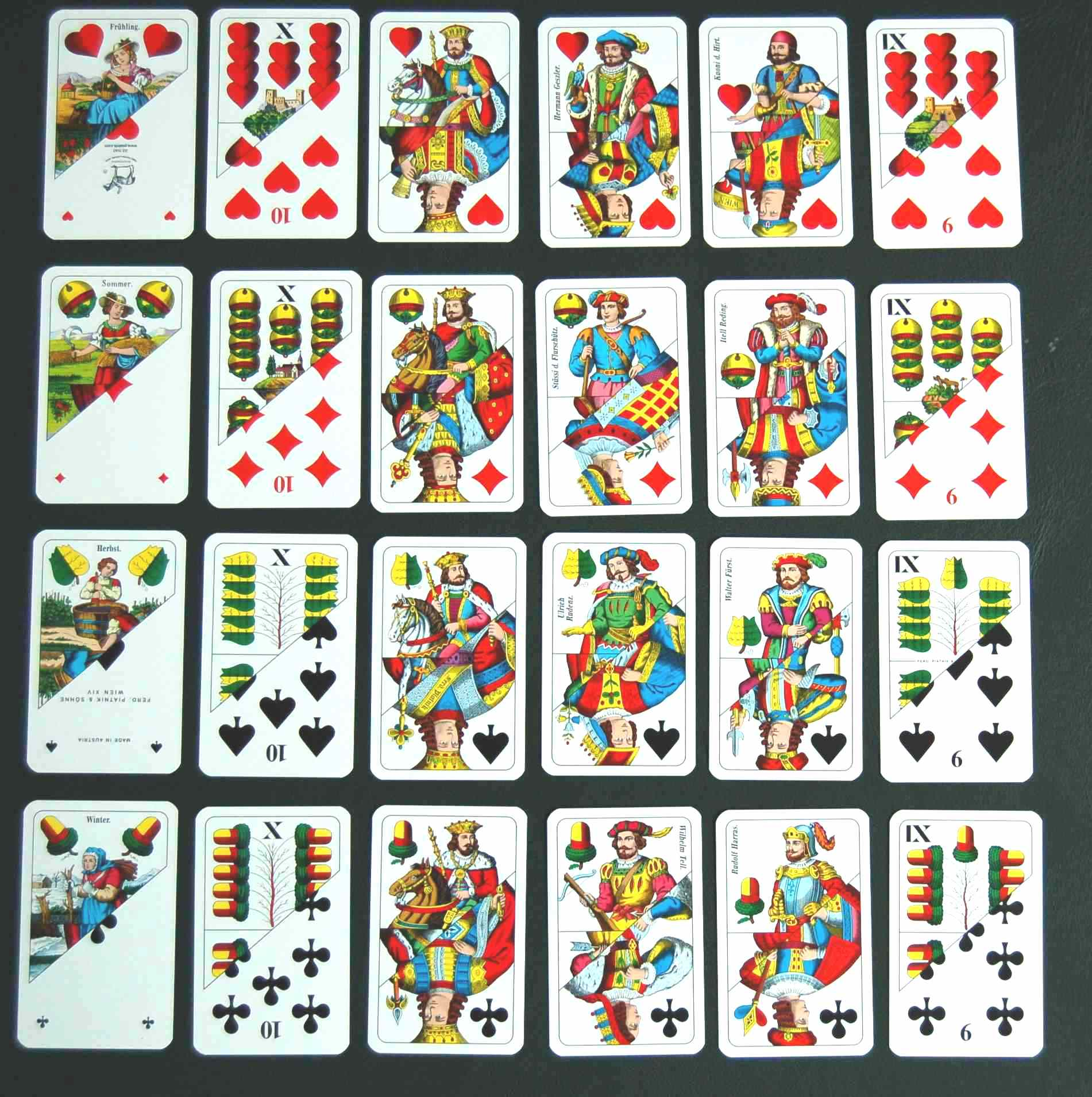
同時有法國、德國花色的斯卡特牌

## 牌具
- 序數牌一、九到十三，為櫟果、樹葉、紅心、鈴鐺這四門花色，每種一張，共二十四張牌。人頭牌為十一到十三，分別以Unter、Ober、König代替數字。
- 有增加序數牌七、八，共三十二張牌。為斯卡特所使用，稱為斯卡特牌。
- 有增加序數牌六、七、八，共三十六張牌。
- 有序數牌一到十三都具備，為五十二張。同撲克牌。[1][2]

| 櫟果 Eichel | 樹葉 Grün | 紅心 Herz | 鈴鐺 Schellen |
| 梅花        | 黑桃      | 紅心      | 方块          |